# Paralimnophila sponsa
Paralimnophila sponsa är en tvåvingeart som beskrevs av Alexander 1960. Paralimnophila sponsa ingår i släktet Paralimnophila och familjen småharkrankar. Inga underarter finns listade i Catalogue of Life.